# Gruk
Gruk bezeichnet eine Form von kurzen Gedichten, die von dem dänischen Wissenschaftler Piet Hein  entwickelt wurde. Die Gruks sind durch Ironie, Paradoxien, Kürze, exakten Gebrauch von Sprache und häufig satirische Natur gekennzeichnet, also das, was man in der deutschen Literatur als Aphorismen bezeichnet.
Piet Hein schrieb über 7.000 Gruks, die meisten auf Dänisch, oder Englisch, veröffentlicht in 20 Bänden. Verschiedentlich wird angenommen, dass der Name von „GRin“ und „sUK“ (für „Lachen“ und „Seufzer“ auf Dänisch) abgeleitet sei, doch Piet Hein sagte, er habe das Wort aus der Luft gegriffen. Seine Gruks erschienen kurz nach der deutschen Besetzung im April 1940 zuerst in der Tageszeitung "Politiken" mit der Signatur Kumbel Kumbell. Die Gedichte wurden als subtile Form des passiven Widerstandes gegen die deutsche Besatzung  angelegt.
Problems worthy
 of attack
prove their worth
by hitting back.
Probleme, die es wert sind,
in Angriff genommen zu werden,
beweisen ihren Wert,
indem sie sich sperren.
Den, som kun 
 tar spøg for spøg
og alvor 
kun alvorligt,
han og hun
har faktisk fattet
begge dele
dårligt. 
Zwischen Scherz und Ernst vermag 
 der nur scharf zu scheiden 
 welcher gründlich missversteht 
 die Natur der beiden.(Von Piet Hein selbst übersetzt)

## Werke
- Grooks. Borgens, Kopenhagen 1998 ISBN 8741810791
- Collected Grooks I. Borgens, Kopenhagen 1999 ISBN 8721018596
- Collected Grooks II. Borgens, Kopenhagen 2000 ISBN 8721018618